# Astacilla cingulata
Astacilla cingulata là một loài chân đều trong họ Arcturidae. Loài này được Castelló & Carballo miêu tả khoa học năm 2000.